# Universidade Federal de Lavras
A Universidade Federal de Lavras (UFLA) é uma instituição de ensino superior pública federal brasileira, sediada na cidade de Lavras, no estado de Minas Gerais. É uma autarquia, vinculada ao Ministério da Educação, órgão responsável por sua manutenção. Possui cursos de graduação e também cursos de pós-graduação lato sensu e stricto sensu.
De acordo com o Índices Gerais de Cursos das Instituições (IGC) divulgado pelo MEC, a UFLA possui um dos melhores índices de qualidade do Brasil entre as universidade públicas e privadas pesquisadas. A universidade já havia se destacado em 2008 e 2009 como a 4º do Brasil e 2º de Minas.

## História
A Escola Superior Agrícola de Lavras (ESAL) foi idealizada por Samuel Rhea Gammon e fundada em 1908, com o seu primeiro diretor, Benjamin Harris Hunnicutt. A escola foi construída numa colina localizada junto à face leste do Ginásio do Instituto Evangélico, hoje Instituto Presbiteriano Gammon, no local que foi denominado de Fazenda Ceres. Em 14 de julho de 1920 foi lançada a pedra fundamental do primeiro prédio que recebeu o nome de Álvaro Botelho (atual edifício do Museu Bi Moreira). Essa pedra fundamental era lavrada e nela estava cravada outra pedra de mármore, contendo a inscrição "Sciencias, A.D. 1920". Como costume, autoridades presentes impuseram suas mãos na pedra, sendo o Cel. Pedro Salles, que representava o Secretário de Agricultura de Minas, Mr. H. Haberle, cônsul geral americano, Duque da Rocha, promotor de justiça e o Cel. Augusto Salles, agente executivo. Após esse gesto, a pedra foi enterrada junto com uma caixa, contendo documentos importantes da fundação da atual Universidade Federal de Lavras, dentre os quais se encontrava o discurso pronunciado pelo cônsul americano no momento dessa cerimônia.
A cerimônia foi precedida por uma invocação da bênção de Deus pelo pastor Rev. J. Goulart e, após as boas-vindas, foi cantado o Hino Nacional Brasileiro. Ao final, mais dois hinos foram cantados: um dos hinos nacionais da América do Norte e a Marselhesa, Hino Nacional Francês, provavelmente em função da coincidência de datas, quando se comemorava também a Queda da Bastilha.
Em 14 de julho de 1922, foram inaugurados os Edifícios Álvaro Botelho e Carlos Prates, constituindo assim os primeiros prédios da Escola Agrícola de Lavras. O prédio Álvaro Botelho, também denominado de Pavilhão de Ciências foi utilizado como sala de aulas, biblioteca, laboratórios, além de ter sido instalada a diretoria e alguns setores da Escola Agrícola. O prédio Carlos Prates, conhecido como Jaratataca (apelido atribuído em função do cheiro desagradável do local) abrigava, no seu primeiro pavimento, o restaurante e, no segundo, o dormitório dos alunos. Atualmente, esse edifício é sede da FAEPE – Fundação de Apoio ao Ensino Pesquisa e Extensão.
Além dos prédios Álvaro Botelho e Carlos Prates, no entorno da área central que se transformaria em praça, outro fora construído e denominado Edifício Odilon Braga, em homenagem ao então Ministro da Agricultura. A pedra fundamental foi lançada em 1936 e, também, uma urna foi disponibilizada para que os presentes depositassem alguma lembrança, além de jornais locais, revistas e publicações científicas. A inauguração ocorreu em 24 de agosto de 1937, durante a 10ª Exposição Agropecuária Regional de Lavras. Completando o círculo dessa área central, há o Prédio de Química Apolônio Sales, inaugurado em agosto de 1943, por ocasião do cinquentenário do Instituto Gammon, o qual contou com a visita do ilustre Ministro da Agricultura, Apolônio Sales.
Nessa área, formou-se uma espécie de praça da então Escola Agrícola. Em setembro de 1922, foi realizada, nesse local, a I Exposição Agropecuária e Industrial de Minas Gerais e a II Festa do Milho. Em 1923, nesse mesmo local, ocorreu a II Exposição Agropecuária e Cultural de Lavras, que contou com um cinema ao ar livre. Na década de 1940, era comum a realização da Festa da Primavera, com coroação da rainha, evento esse realizado no dia da Árvore.
Em 15 de dezembro de 1994, pela lei 8956, o Presidente Itamar Franco eleva a ESAL à condição de Universidade Federal de Lavras (UFLA). No ano de 2006 a UFLA foi eleita pelo Guia do Estudante como a terceira melhor universidade do país. Sendo a melhor do estado de Minas Gerais.  O primeiro lugar ficou com a Universidade de São Paulo e o segundo com a Universidade Federal de São Carlos.